# 走路新郎哥
走路新郎哥，是香港電視廣播有限公司1990年製作的劇集。由梁材遠監製，溫兆倫、劉美娟、陳敏兒、劉小慧、陶大宇、鄭敬基主演。

## 劇情簡介
鄉村小子方世玉自幼與母以欺神騙鬼的伎倆謀生，與道士徒弟元寶及木匠之子霍波結成好友。世玉與村長之女關小喬兩情相悅，惟小喬表哥錢仁傑亦對她有意，更施計向小喬下迷藥。世玉撞破仁傑而被追殺，誤闖煉丹房，搗毀鶴鳴居士的丹藥，鶴鳴盛怒向世玉下降頭，只要他一結婚便會妻死己亡。世玉其後與小喬、土匪杜虫虫及大軍閥千金洪如珠三段姻緣勻波折重重，世玉週旋於三女之間，更形成三女爭夫的局面，此時世玉之降頭又再次靈驗……

## 演員表
- 溫兆倫 飾 方世玉
- 陶大宇 飾 元寶
- 鄭敬基 飾 霍波
- 劉美娟 飾 關小喬
- 陳敏兒 飾 杜蟲蟲
- 劉小慧 飾 洪如珠
- 白茵 飾 方世玉母
- 譚炳文 飾 關小喬父

## 評價
傳媒人麥成輝當時認為此劇是香港電視劇種革新的里程碑，混和了家庭倫理、社會寫實、警匪劇等元素。

## 外部連結
- 優酷網：《走路新郎哥》主題曲 （页面存档备份，存于）